# Paavo Nurmis stadion
Paavo Nurmis stadion är en multiarena i Åbo i Finland. Den används för fotboll och friidrott. Arenan tar 13 000 åskådare och är uppkallad efter den finländske friidrottaren Paavo Nurmi, född i Åbo.  Arenan ligger i Åbo idrottspark på Samppalinnaberget.
Arenan invigdes den 13 juni 1997.